# 反常光生伏特效应
反常光生伏特效应（英語：Anomalous photovaltaic effect）指从热力学观点，半导体器件所能产生的最大光生伏特电压应等于它的能带隙的宽度电压。但有些半导体和绝缘体，如ZnS,当用紫外光照射时，能产生开路电压比它的能带隙宽高的光生伏特电压.这种现象称为反常光生伏特效应。
这种效应所产生的都是指开路电压较高，有些情况下，能产生高达上千伏；但在闭路有电流时，则能产生很小的功率。因此，能产生反常光生伏特效应的材料，目前还都不能实用。
什麽材料才能发生反常光生伏特效应？根据大量数据总结，梅兹提出假设；只有材料内含有一些简单的单元，每单元产生的光生伏特电压经串联，使总电压升高的材料，才能成为具有反常光生伏特效应的材料。根据梅兹的假设可知，下列三种材料能产生反常光生伏特效应：
1. 多晶材料，每一微晶可视为一光伏特电池；整个多晶的微晶电压串联起来的电压就可具有比它的能带隙宽高的电压。
2. 某些铁电材料能发展成铁电条状畴；每个畴也可视为一个光伏特电池，它们串起来也可获得较高的光生伏特电压。
3. 具有非中心对称结构的单晶可产生巨大的光生伏特电压。这种情况特别称为体光生伏特效应。

一個簡單的系統，可以表現出大容量光伏效應的一個例子。還有每個晶胞兩個電子的水平，以大能隙隔開，說為3eV。表示輻射躍遷，即電子能吸收紫外線光子從A轉到B，或者它可以發射的UV光子從B到去A的表示無輻射躍遷，即電子可以從乙到C上發射多聲子，或者可以在C通過吸收多聲子到B。當光線照耀下，電子會偶爾向右吸收一個光子，從A到但B到C移動，它幾乎不會移動方向相反，C到B到A，因為從C到B的轉換要求一個不大可能的大熱擾動。因此，有一個淨向右光電流。